# Sílvia Beatrice Genz
Pastora Sílvia Beatrice Genz (Santa Cruz do Sul, 19 de novembro de 1956) é uma pastora luterana brasileira e atual pastora-presidente da Igreja Evangélica de Confissão Luterana no Brasil (IECLB) desde 1 de janeiro de 2019. 
Ela é a primeira mulher eleita para a presidência da IECLB, desempenhando um papel importante na liderança da denominação.
Nascida em Santa Cruz do Sul, Sílvia Beatrice Genz possui ascendência alemã. Ela se formou em Teologia na Faculdades EST da IECLB, localizada em São Leopoldo, e posteriormente realizou um estágio em Colorado do Oeste. Além disso, ela passou por um período de preparação e ingresso na Irmandade na Casa Matriz de Diaconisas, em São Leopoldo, consolidando sua formação religiosa.
Ao longo de sua carreira pastoral, Sílvia atuou em diversas paróquias da IECLB. Em 1983, assumiu a Paróquia Evangélica de Confissão Luterana em Palmitos, Santa Catarina. Em seguida, em 1992, foi para a Paróquia Evangélica de Confissão Luterana em Marques de Souza, no Rio Grande do Sul. Em 2001, assumiu a Paróquia Martin Luther em Erval Seco, RS, além de coordenar o Conselho de Formação e Diaconia do Sínodo Uruguai. Em 2006, mudou-se para a Paróquia Evangélica de Confissão Luterana em Chapecó, Santa Catarina, e, finalmente, em 2012, assumiu a Comunidade Evangélica de Confissão Luterana em Picada 48 Baixa, em Lindolfo Collor, RS.
Ao longo de sua trajetória na IECLB, Sílvia Beatrice Genz participou ativamente de diversas instâncias e desempenhou cargos de liderança. Ela foi Pastora Vice-Sinodal do Sínodo Uruguai e do Sínodo Vale do Taquari, além de ter ocupado os cargos de Pastora 2ª Vice-Presidente da IECLB (2010-2014) e Pastora 1ª Vice-Presidente da IECLB (2015-2018). Sílvia também representou a IECLB em eventos de âmbito nacional e internacional, demonstrando seu comprometimento com a igreja e sua presença ativa na comunidade luterana.
A eleição de Sílvia Beatrice Genz para a presidência da IECLB ocorreu no 31º Concílio da denominação, realizado de 17 a 21 de outubro de 2018, na Comunidade do Redentor em Curitiba, no Sínodo Paranapanema. Ela sucedeu o Dr. Nestor Paulo Friedrich, assumindo o cargo de presidenta no início de 2019. Sua gestão como presidenta da IECLB foi de 2019 a 2022.
No 33º Concílio da IECLB, realizado em Cacoal em 22 de outubro de 2022, Sílvia Beatrice Genz foi reeleita para a presidência da denominação, com mandato de 2023 a 2026. Sua recondução ao cargo é um reflexo do reconhecimento de seu trabalho e liderança dentro da IECLB.